# Kraftwerk Luís Carlos Barreto de Carvalho
Das Kraftwerk Luís Carlos Barreto de Carvalho (portugiesisch Usina Hidrelétrica Luís Carlos Barreto de Carvalho), ursprünglich Kraftwerk Estreito (port. Usina de Estreito) genannt, ist ein Laufwasserkraftwerk in Brasilien, das den Rio Grande zu einem Stausee (port. Represa do Estreito) aufstaut. Der Rio Grande bildet an dieser Stelle die Grenze zwischen den Bundesstaaten Minas Gerais und São Paulo. Ungefähr 30 Kilometer südwestlich vom Kraftwerk befindet sich die Stadt Franca.
Mit dem Projekt zur Errichtung des Kraftwerks wurde im Jahre 1962 begonnen. Die erste Maschine ging im März 1969 ans Netz.

## Absperrbauwerk
Das Absperrbauwerk besteht aus einem Steinschüttdamm mit Tonkern. Auf der rechten Seite liegt die Hochwasserentlastung, bestehend aus 6 Toren mit einer Breite von 11,5 m und einer Höhe von 16,5 m. Es können maximal 13.000 m³/s abgeleitet werden. Auf der linken Seite befindet sich das Maschinenhaus. Die maximale Höhe des Absperrbauwerks beträgt 92 m, die Länge der Staudammkrone 535 m und die Breite der Krone 15,8 m. Die Staudammkrone liegt auf einer Höhe von 629 m über dem Meeresspiegel. Das Volumen des Bauwerks beträgt 4.290.000 m³.

## Stausee
Beim normalen Stauziel von 622,5 m (im Falle eines Hochwassers sind 626,64 m möglich) erstreckt sich der Stausee über eine Fläche von rund 46,7 km² und fasst 1,418 Mrd. m³ Wasser, wovon aber nur 0,178 Mrd. m³ zur Stromerzeugung genutzt werden können. Das minimale Stauziel, bei dem die Maschinen noch betrieben werden können, liegt bei 618,5 m. Das Stauziel des Stausees ist normalerweise relativ konstant, da der Wasserfluss des Rio Grande durch das stromaufwärts gelegene Kraftwerk Furnas mit dem zugehörigen Furnas-Stausee kontrolliert wird.

## Kraftwerk
Das Kraftwerk Luís Carlos Barreto de Carvalho ist mit einer installierten Leistung von 1050 MW das fünftgrößte Kraftwerk des Stromerzeugers Furnas Centrais Elétricas. Die durchschnittliche Jahreserzeugung schwankt: sie lag im Jahre 2007 bei 3,852 Mrd. kWh und 2009 bei 4,968 Mrd. kWh.
Die 6 Francis-Turbinen mit jeweils maximal 175 MW Leistung befinden sich in einem Maschinenhaus am Fuße der linken Staudammseite. Alle Maschinen gingen 1969 ans Netz. Die Turbinen wurden von der Firma Voith und die Generatoren von ASEA geliefert. Die Nenndrehzahl der Turbinen liegt bei 112,5/min. Die zugehörigen Generatoren haben eine Nennspannung von 13,8 kV und eine Nennfrequenz von 60 Hz. Der Durchmesser eines Rotors beträgt 5,8 m.
In der Schaltanlage wird die Generatorspannung von 13,8 kV mittels einphasigen Leistungstransformatoren auf 345 kV hochgespannt. Die Schaltanlage befindet sich auf der linken Seite des Flusses.
Das Kraftwerk ist im Besitz von Furnas Centrais Elétricas und wird auch von Furnas betrieben.

## Sonstiges
Von 2005 bis 2011 wurde eine Überholung der sechs Maschinen sowie der Austausch veralteter Technik für insgesamt 450 Mio. R$ durchgeführt.